# Epadunk
Epadunk (auch EPA-Dunk) ist ein Musikgenre aus Schweden, das zu Beginn der 2020er-Jahre zu einem der kommerziell erfolgreichsten Musikgenres des Landes wurde. Typisch für das Genre ist die Kombination von elektronischer Tanzmusik und Partymusik mit provokanten Liedtexten, die oft von Alkohol, Autos und Sex handeln.

## Hintergrund und Geschichte

### Name

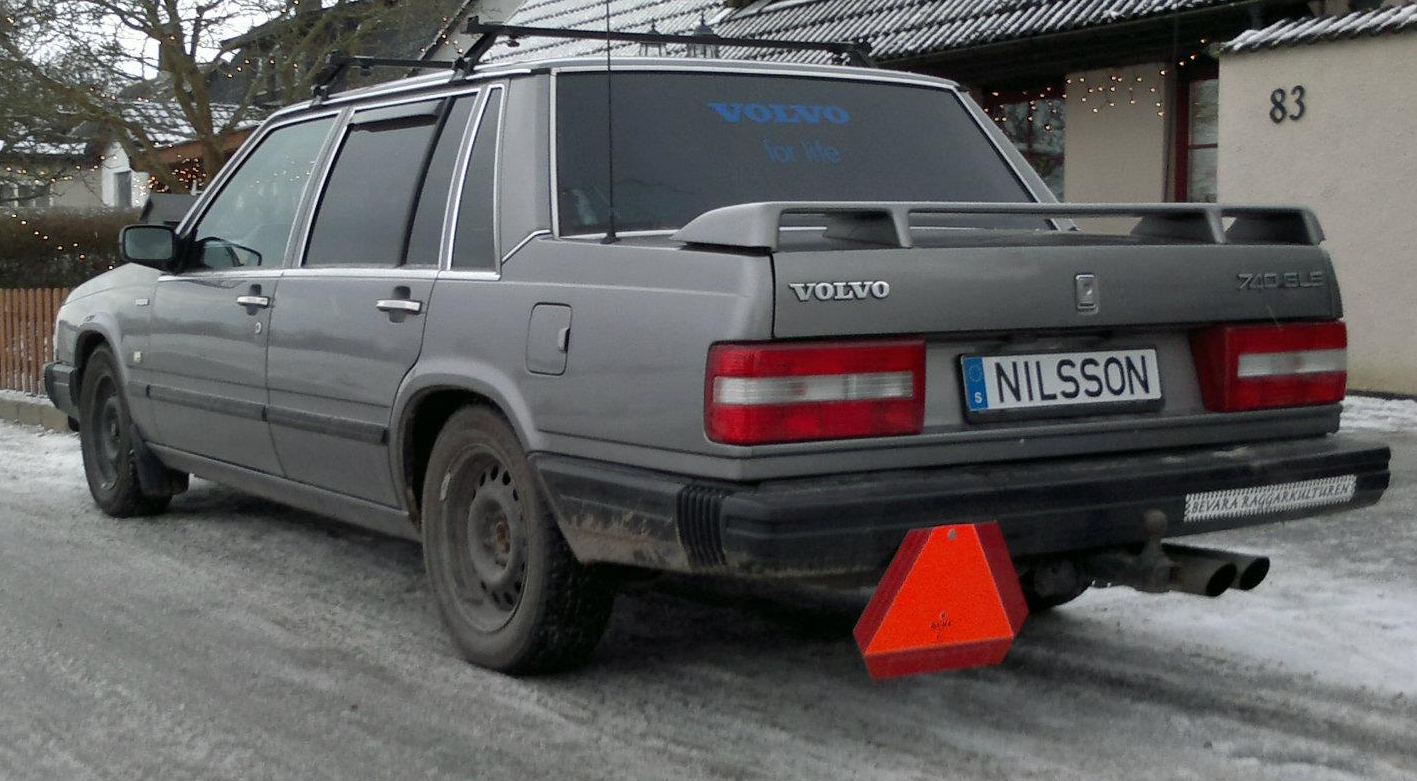
A-Traktor

Der Name des Musikgenres leitet sich von A-Traktoren ab, die umgangssprachlich auch als „EPA-Traktoren“ bezeichnet werden. Bei A-Traktoren handelt es sich um Fahrzeuge, die auf eine Höchstgeschwindigkeit von 30 km/h begrenzt wurden. Die Fahrzeuge sind vor allem bei Jugendlichen in den ländlichen Gebieten Schwedens beliebt, da sie mit einem Mopedführerschein bereits ab einem Alter von 15 Jahren gefahren werden dürfen. Viele der Fahrzeuge werden mit zusätzlichen Lautsprecheranlagen ausgestattet, wovon sich der Namensbestandteil „-dunk“ (deutsch hämmern, pochen) ableitet.
Im Jahr 2022 wurde epadunk vom Rat für Schwedische Sprache als offizielles schwedisches Wort anerkannt.

### Entwicklung
Zunächst wurde die Musik, die später dem Genre Epadunk zugerechnet wurde, vor allem im ländlichen Raum von Anhängern der Subkulturen rund um die A-Traktoren und der Raggare gehört. Dabei handelte es sich oft auch um norwegische Musik, da in Norwegen das dem Epadunk ähnliche Genre Russemusikk bereits früher größere Verbreitung fand. Mit der Zeit breitete sich das Genre in die schwedischen Großstädte aus und der Markt für schwedische Epadunk-Musik wuchs an.
Im Jahr 2022 entwickelte sich Epadunk schließlich zu einem der erfolgreichsten Musikgenres in Schweden. So wurde auch das im Jahr 2022 in Schweden beim Streamingdienst Spotify meistgestreamte Lied, Kan inte gå der Band Bolaget, oft dem Epadunk zugeschrieben. Die Band selbst gab jedoch in Interviews an, dass sie sich nicht als Teil des Genres sehe. Beim schwedischen Musikpreis Grammis wurde Epadunk erstmals im Jahr 2023 berücksichtigt, als das Lied Bubbel på balkongen von Elov & Beny und Sofie Svensson & Dom där eine Nominierung erhielt. Mit zunehmender Popularität des Genres begannen Musiker aus anderen Genres, unter anderem Dansbands, Epadunk-Remixes ihrer Lieder herauszubringen.
Zu den erfolgreichsten Künstlern des Genres gehören Rasmus Gozzi, Fröken Snusk und Hooja.

### Verbreitung
Außerhalb von Schweden erlangte Epadunk auch in Svenskfinland, dem schwedischsprachigen Finnland, an Bekanntheit. Zudem fand das Genre in Norwegen Beachtung und bekannte Epadunk-Künstler arbeiten wiederholt mit norwegischen Russemusikk-Sängern zusammen.

## Charakteristische Elemente
Epadunk wird häufig als Mischung von elektronischer Tanzmusik (EDM) und Könsrock angesehen. Während die Melodien denen von EDM-Liedern entsprächen, seien die oft von Alkohol und Geschlechtsverkehr handelnden Texte denen von Könsrock-Liedern ähnlich. Auch das norwegische Musikgenre Russemusikk, das ebenfalls durch elektronische Tanzmusik und provozierende Texte charakterisiert wird, wird häufig als Ursprung des Epadunks angeführt.
Die Texte von Epadunk-Liedern handeln meist von Sex, Alkohol und Autos und enthalten häufig eine romantisierte Darstellung des Landlebens. Aufgrund ihrer oft provozierenden, stark sexualisierten und sexistischen Texte wurden Epadunk-Lieder wiederholt kritisiert.